# 古高ドイツ語
古高ドイツ語 (ここうドイツご、ドイツ語: Althochdeutsch) は、8世紀から11世紀までの文献によって伝えられている、第二次子音推移を示す書き言葉（Schreibsprache）としてのドイツ語である。

## 方言
中部と南部に大別される。南部のほうが子音推移の破裂音の無声化の傾向が強い。

### 中部 (中央) 方言
- フランク方言 (フランケン語)
  - 中部フランク方言
    - ラインフランク方言
    - モーゼルフランク方言
    - ロートリンゲンフランク方言
    - 西フランク方言 (今のフランスの北部に住んだフランク族のドイツ語。後に消失した)
- 東部方言 (後のテューリンゲン方言が派生した)

### 南部 (上部) 方言
- フランケン方言 (フランク語)
  - 上部フランク方言
    - 東フランク方言
    - 南ラインフランク方言
- バイエルン方言
- アレマン方言
- ランゴバルド方言 (イタリアに入ったランゴバルド族のドイツ語。後に消失した)

## 文献
古ドイツ語の文献は多くはキリスト教に関連するものである。
- 最古の文献は8世紀頃 (750年〜780年) に書かれたアブロガンス (Abrogans) と呼ばれるラテン語-ドイツ語の対訳表である。
- 現存する文献の大部分を占めるのはヘーリアントとオットフリートの福音書である。
- 口伝にもとづく (とみなされている) 英雄詩としてはムースピリ (Muspilli) が唯一のものである。
- ラテン語によらない作品で最古のものはヒルデブラントの歌とヴェッソブルンの祈りであるとされる。

## 音韻
9世紀の東フランク方言のものをあげる (タツィアーンの福音書で福音書の翻訳に用いられたのが東フランク方言であったため標準的な語形として東フランク方言のものが用いられる)。

### 母音
- 短母音: a, e, i, o, u (文法書ではもともとのeとaのウムラウトの表記のeとを区別してëが用いられることがある)
- 長母音: ā, ē, ī, ō, ū
- 二重母音: ei, ie, ou, uo, iu, io

### 子音
- b, d (語頭でth [ð]), g, p, t, k
- f, h, s, ph (あるいはpf) [pf], z [ts], s, s (文法書ではIPAの「ʒ」のように書く特殊な文字を使うがここではsと区別しない)
- m, n, l, r, w, j
- sp, st, sk

## 形態

### 名詞
- 性: 男性、女性、中性
- 数: 単数、複数
- 格: 主格、属格、対格、与格 (例外的に具格)

によって語形が変化する。

#### 人称代名詞
| 一人称 |      |       |
| 格     | 単数 | 複数  |
| 主格   | ih   | wir   |
| 属格   | mīn  | unsēr |
| 与格   | mir  | uns   |
| 対格   | mih  | unsih |

| 二人称 |         |       |
| 格     | 単数    | 複数  |
| 主格   | thu,thū | ir    |
| 属格   | thīn    | iuwēr |
| 与格   | thir    | iu    |
| 対格   | thih    | iuwih |

| 三人称 | 三人称   | 三人称   | 三人称  | 三人称  | 三人称    | 三人称   |
| 格     | 男性 her | 男性 her | 中性 is | 中性 is | 女性 siu  | 女性 siu |
| ------ | -------- | -------- | ------- | ------- | --------- | -------- |
| 格     | 単数     | 複数     | 単数    | 複数    | 単数      | 複数     |
| 主格   | her,er   | sie      | is      | siu     | siu,sī,si | sio,sie  |
| 属格   | sīn      | iro      | es,sīn  | iro     | ira       | iro      |
| 与格   | imo      | in       | imo     | in      | iru,iro   | in       |
| 対格   | inan     | sie      | is      | siu     | sia       | sio,sie  |

- 他に一人称に双数属格unkērがある (それ以外の双数形は不明である)。

### 動詞
- 法: 直説法、接続法、命令法
- 時制: 現在形、過去形
- 人称・数: 一人称単数、一人称複数、二人称単数、二人称複数、三人称単数、三人称複数

によって語形が変化する。変化の形式は強変化動詞、弱変化動詞、過去現在動詞、不規則動詞に大別され、強変化動詞は八種類、弱変化動詞は三種類に細分される。

### 前置詞
- ab, aba
- after
- anan
- āno
- bī
- ēr
- fon, fona
- for, fora
- mit
- nāh
- ob, oba
- ubar
- zi
- thurh
- umbi
- untar
- unz
- ūfan
- ūs
- sīd
- widar
- in
- innan
- ingegin
- ir